# Бецдорф (комуна)
Бецдорф (люксемб. Betzder, фр. Betzdorf, нім. Betzdorf) — комуна Люксембургу. Входить до складу кантону Гревенмахер в окрузі Гревенмахер.

## Географія
Площа території комуни становить 26,08 км² (29-е місце за цим показником серед 116 комун Люксембургу).
Висота найвищої точки комуни над рівнем моря становить 358 метрів (91-е місце за цим показником серед комун країни), найнижчої — 218 метрів (37-е місце).

## Демографія
Станом на 2011 рік на території комуни мешкало 3 258 ос.
Динаміка чисельності населення:

## Адміністративний поділ
До складу комуни входять такі поселення:
| Поселення | Населення за даними переписів: | Населення за даними переписів: | Населення за даними переписів: |
| Поселення | на 31.03.1981                  | на 01.03.1991                  | на 15.02.2001                  |
| --------- | ------------------------------ | ------------------------------ | ------------------------------ |
| Берг      | 91                             | 90                             | 88                             |
| Бецдорф   | 312                            | 273                            | 234                            |
| Менсдорф  | 531                            | 646                            | 765                            |
| Олінген   | 261                            | 322                            | 380                            |
| Руд-Сір   | 460                            | 656                            | 902                            |